# Pulsar
En pulsar er en neutronstjerne hvorfra vi modtager pulser af kraftig elektromagnetisk stråling.
De fleste kendte pulsarer er radio pulsarer, idet de udsender kraftig radiostråling, men mange pulsarer udsender også andre typer elektromagnetisk stråling.
Pulsarer har været kendt siden 1965, da den første blev opdaget i Krabbetågen på grund af sin kraftige radiostråling. Pulsaren i Krabbetågen udsender dog også anden elektromagnetisk stråling, herunder røntgenstråling.

## Pulsmekanismen
Selvom vi modtager strålingen i pulser fra pulsarerne, udsender de faktisk konstant stråling. På grund af stjernens helt særlige karakteristika, opfattes det som om strålingen udsendes i pulser.
Strålingen der udsendes fra neutronstjernen vil på grund af stjernens kraftige magnetfelt koncentreres ved de magnetiske poler (de to blå kegler på billedet). Strålingen kan således kun observeres hvis man befinder sig i udsendelsens retning. Pulsarer roterer meget hurtigt og stjernens magnetiske poler vil kun i sjældne tilfælde være sammenfaldende med dens rotationsakse (den grønne linje på billedet). Derfor vil strålingen opfattes som udsendt i pulser, svarende til stjernens rotationshastighed.
Selve den elektromagnetiske stråling som pulsaren udsender, stammer som regel fra gas og partikler som stjernen suger til sig fra omgivelserne. Det er for det meste en interstellar sky eller supernovarest som pulsaren befinder sig i, eller en stor stjerne som den er i tæt kredsløb omkring. På grund af pulsarens meget kraftige tyngdefelt nær ved dens overflade, accelereres materialet meget kraftigt op til tæt på lysets hastighed. Det gør materialet meget varmt og ioniseret. På grund af den høje temperatur og pulsarens kraftige magnetfelt udsender det ioniserede materiale elektromagnetisk stråling.

## Observationer
De første pulsarer man observerede i 1960'erne var kraftige radio pulsarer, da de blev opdaget med radioteleskoper. Man har siden fundet ud af at pulsarerne også udsender andre typer af elektromagnetisk stråling.
Astrofysikere har fundet en pulsar, som i løbet af få sekunder kan mindske styrken af radiobølger og samtidig øge udsendelsen af røntgenstråling.

### De første exoplaneter
Den nøjagtighed, hvormed pulsarerne pulserer, var basis for opdagelsen af de første exoplaneter i 1990-1991: tre exoplaneter af Jord-størrelse kredsende om pulsaren B1257+12.

### Gravitationsbølger
To pulsarer i tæt kredsløb om hinanden blev opdaget i 2003. Det er et sjældent fænomen og parret er siden blevet brugt til at undersøge en række fysiske fænomener, der ellers vanskeligt lader sig undersøge, herunder eksistensen af gravitationsbølger, som Einsteins generelle relativitetsteori forudsiger. I 2006 lykkedes det forskere at påvise at pulsarerne spirallerer mod hinanden med en afstand der aftager 7mm om dagen. Det passer med Einsteins forudsigelser indenfor en nøjagtighed på 99,95%.
- Nærbillede af Vela Pulsaren, en pulsar som pulserer med radiostråling, synligt lys, røntgenstråling og gammastråling. (Chandra X-ray Observatory 2000-2002).
- Gammastråle pulser fra Vela Pulsaren (slowmotion).
- Illustration af 2 stjerner som spirallerer tæt om hinanden og som udsender gravitationsbølger som konsekvens af deres frie fald mod hinanden. Bølgernes amplitude burde have aftaget med afstanden fra massecenteret.